# Antiguraleus mundus
Antiguraleus mundus är en snäckart som först beskrevs av Suter 1909.  Antiguraleus mundus ingår i släktet Antiguraleus och familjen kägelsnäckor. Inga underarter finns listade i Catalogue of Life.